# Baltika (kontinent)
 For alternative betydninger, se Baltika. (Se også artikler, som begynder med Baltika)
Baltika er navnet på paleokontinentet, der bestod af størstedelen af den Skandinaviske halvø, Finland, Baltikum og den europæiske del af Rusland til Uralbjergene.
For 1,5 milliard år siden kolliderede Baltika og Arktica, og skabte superkontinentet Nena.

## Paleogeografi
- ~1,8 milliarder år siden, Baltika var del af superkontinentet Columbia.
- ~1,5 milliarder år siden, Baltika og Arctica var del af superkontinentet Nena.
- ~1,1 milliarder år siden, Baltika var del af superkontinentet Rodinia.
- ~750 millioner år siden, Baltika var del af superkontinentet Protolaurasia.
- ~600 millioner år siden, Baltika var del af superkontinentet Pannotia.
- ~Kambriumtiden, Baltika var et selvstændigt kontinent.
- ~Sen ordovicium, Baltika kolliderede med Avalonia
- ~Devontiden, Baltika kolliderede med Laurentia, og det nye superkontinentet Euramerica blev dannet.
- ~Permtiden, alle kontinenter kolliderer og superkontinentet Pangæa dannes. I øst kolliderer Baltika med Siberia.
- ~Triastiden, Baltika og Sarmatia kolliderer.
- ~Juratiden, Pangæa gennemgik riftdannelse og det blev omdannet to superkontinenter: Laurasien og Gondwana. Baltika var del af superkontinentet Laurasien.
- ~Kridtiden, Baltika var del af superkontinentet Eurasien.
- ~I dag er Baltika del af superkontinentet Eurasien, som er i færd med at kollidere med Afrika og danne det fremtidige Afrika-Eurasien.